# جیلت (آرکانزاس)
جیلت (آرکانزاس) (به انگلیسی: Gillett, Arkansas) یک شهر در ایالات متحده آمریکا با جمعیت ۶۹۱ نفر است که در آرکانزاس واقع شده‌است.